# Popenguine-Ndayane
(Léopold Sédar Senghor - Ritorno da Popenguine)
Popenguine-Ndayane è un comune del Senegal, situato a 70 km a sud di Dakar sulla Petite-Côte, nel Dipartimento di M'bour nella Regione di Thiès. Dal 2008 unisce due località, Popenguine e Ndayane.

## Storia
Fondata intorno al 1650, il villaggio si chiamava inizialmente Poponguine. È divenuto Popenguine su iniziativa del presidente Léopold Sédar Senghor, grazie a una sua poesia intitolata Ritorno da Popenguine. Il comune è il luogo di villeggiatura preferito dai capi di Stato del Senegal.

## Amministrazione
Popenguine faceva parte della Comunità rurale di Diass. È diventato un comune nel luglio 2008. La Foresta e la Riserva Naturale di Popenguine sono incluse nel territorio comunale.
Popenguine è diventato comune insieme a Ndayane e Popenguine sérére, con la denominazione « Popenguine-Ndayane ». Il primo sindaco è stato Mamadou Mansour Thiandoum, eletto il 14 aprile 2009.

## Economia

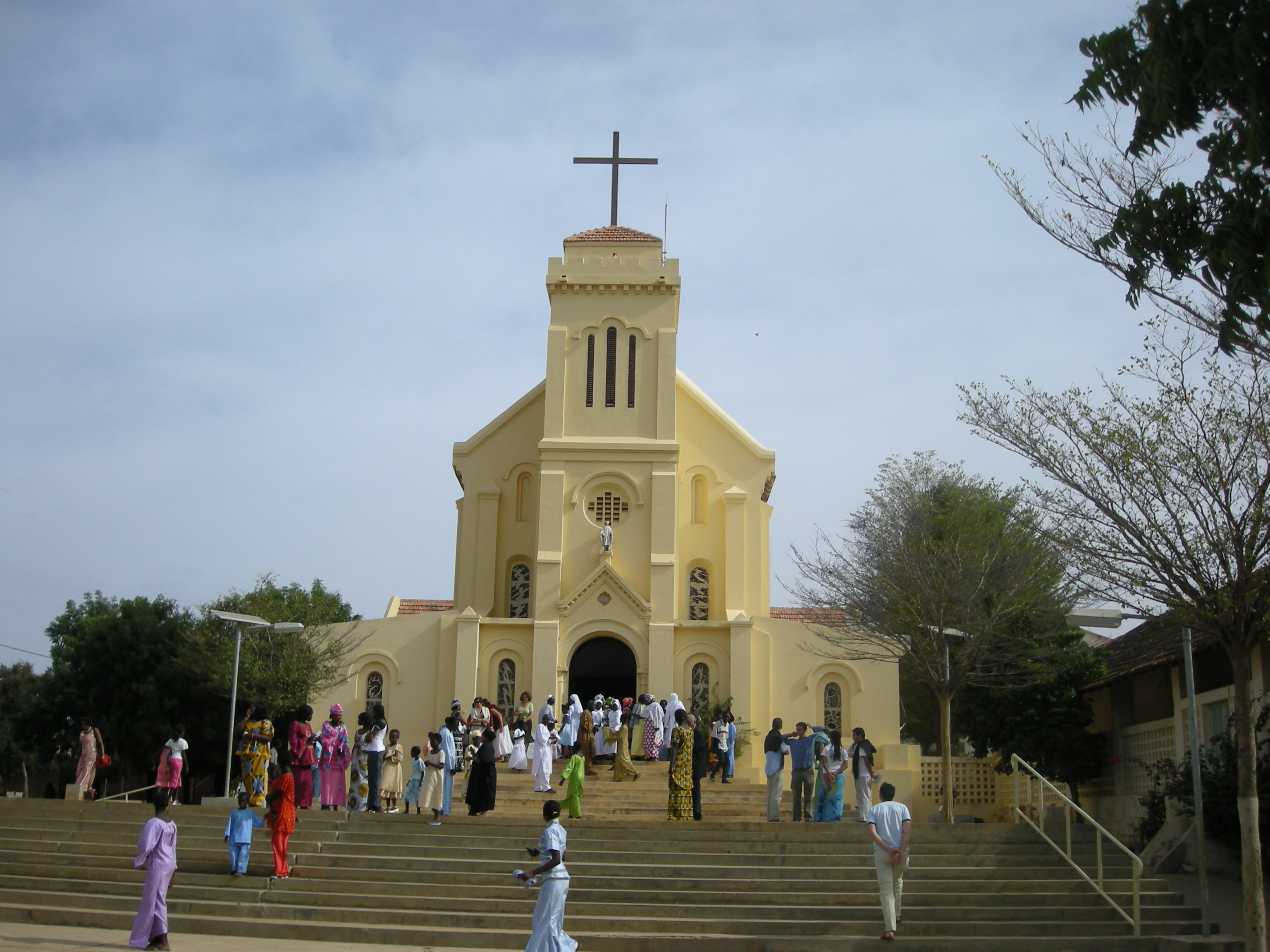
La messa domenicale a Notre-Dame de la Délivrande

Villaggio di pescatori e contadini in origine, è oggi conosciuto principalmente come luogo di pellegrinaggio cattolico e di turismo.

## Monumenti e luoghi d'interesse

### Santuario Mariano
(Giovanni Paolo II)
Sito nato su un'idea di Monsignor Picarda nel 1888, non in seguito ad apparizioni o miracoli. Ospita la Grotta del Silenzio, dove si trova la statua della Vergine Nera. Il Santuario è inoltre meta di un annuale pellegrinaggio. Il percorso parte da varie città del Senegal, come Dakar e M'bour, riunendo annualmente la comunità cristiana il primo lunedì dopo la Pentecoste. All'evento partecipano anche i musulmani, a testimonianza della convinvenza pacifica tra le regioni in Senegal.
Nei pressi del Santuario è presente la Basilica di Notre-Drame de la Délivrande, eretta nel 1992 in occasione della visita di Giovanni Paolo II.

### Riserva naturale di Popenguine
Riserva creata nel 1986 per salvaguardare la zona dal punto di vista ambientale ed evitarne il disboscamento. L'area comprende un'imponente falesia a ridosso dell'Atlantico.